# Триумфальные знаки отличия
Триумфа́льные зна́ки отли́чия, или триумфа́льные украше́ния (лат. insignia или ornamenta triumphalia) — высшая награда древнеримских полководцев в эпоху империи.

## Описание
Триумфальные знаки отличия включали право на ношение одеяния триумфатора: пурпурной, расшитой золотыми звёздами тоги (лат. toga picta), туники, украшенной золотыми пальмовыми ветвями (лат. tunica palmata), и золотого венка (лат. corona triumphalis), выполненного в форме лаврового венка, перевязанного лентами. Бронзовую статую полководца устанавливали на форуме; такую же статую он имел право установить у себя в доме.

## История

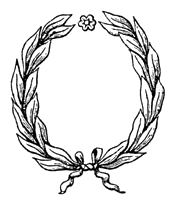
Corona triumphalis

В республиканскую эпоху высшей формой оказания почестей победоносному полководцу был триумф — торжественное вступление в столицу с дозволения сената полководца и его войска, обставленное религиозными церемониями. С установлением империи верховным главнокомандующим всеми армиями стал считаться сам император, и постепенно сложился обычай удостаивать триумфа только его и членов династии. Первым награждённым триумфальными знаками отличия без триумфа как такового был, скорее всего, будущий император Тиберий — пасынок Августа, тогда ещё не имевший статуса наследника. Светоний сообщает, что за долгое правление Августа более тридцати полководцев было удостоено полноценного триумфа и «ещё больше» — триумфальных знаков отличия.
В конце правления Тиберия и в правление Нерона престиж награды серьёзно упал из-за того, что она присуждалась не только за военные заслуги, но и доносчикам, помогавшим расправиться с врагами императора. Веспасиан вернул ей былой статус. При Антонинах награждённые потеряли право носить одеяние триумфатора, но сохранили привилегию на установку статуи.

## Интересные факты
- В правление Клавдия Гней Домиций Корбулон получил триумфальные знаки отличия за строительство силами своих легионов канала между Маасом и Рейном, а Квинт Курций Руф — за строительство серебряного рудника на землях германцев-маттиаков. Воины последнего были так утомлены работой в тяжелейших условиях, что тайно составили прошение императору заранее даровать триумфальные отличия всякому, кого он собирается поставить во главе войска[5].
- В год четырёх императоров Гаю Лицинию Муциану триумфальные знаки отличия были дарованы за его вклад в приход к власти Веспасиана. Но так как наградить за победу в гражданской войне было невозможно (это означало бы, что полководец награждается за уничтожение собственных сограждан), причиной награждения был объявлен поход против варваров (сарматов или даков)[6].